# Кордова, Филиппо
Филиппо Кордова (итал. Filippo Cordova; 1 мая 1811, Айдоне, королевство Сицилия — 16 сентября 1868, Флоренция, Италия) — итальянский государственный деятель.
Принимал участие в Палермской революции 1848 года. Блестящий оратор и сведущий экономист, Кордова заведовал финансами сицилийского республиканского правительства.
Когда революция была подавлена, Кордова поступил на пьемонтскую службу. В 1860 году Кордова способствовал присоединению Сицилии к итальянскому королевству.
Будучи избранным в итальянский парламент, Кордова был министром земледелия и торговли в 1861 и 1866 годах и дважды — министром юстиции.